# Zak Brown
Zak Brown (ur. 7 listopada 1971 w Los Angeles) – amerykański przedsiębiorca oraz dyrektor generalny zespołu Formuły 1 McLaren F1 Team od 2018 roku, wcześniej kierowca wyścigowy.

## Życiorys
Zak Brown podróżował do Anglii, aby pod przewodnictwem Richarda Deana trenować na torze wyścigowym Donington Park. Przez dziesięć lat brał udział w wyścigach samochodowych. W 1995 roku utworzył agencję marketingową sportu motorowego Just Marketing International. W 2000 roku skupił się na działaniach przedsiębiorczych. Po przejęciu agencji przez Chime Communications Limited, w latach 2013–2016 obejmował stanowisko dyrektora generalnego.
W 2016 roku został dyrektorem wykonawczym zespołu McLaren. Po przeprowadzonej restrukturyzacji zespołu w 2018 roku Brown został dyrektorem generalnym McLaren Racing. Jest odpowiedzialny za zarządzanie, w tym zarządzanie strategiczne, wyniki operacyjne, marketing i rozwój komercyjny.